# Sarcocapnos saetabensis
Sarcocapnos saetabensis es una especie de plantas de la subfamilia Fumarioideae, familia Papaveraceae. Se la conoce, igual que otras especies del género como rompepiedras por su hábito rupícola.  

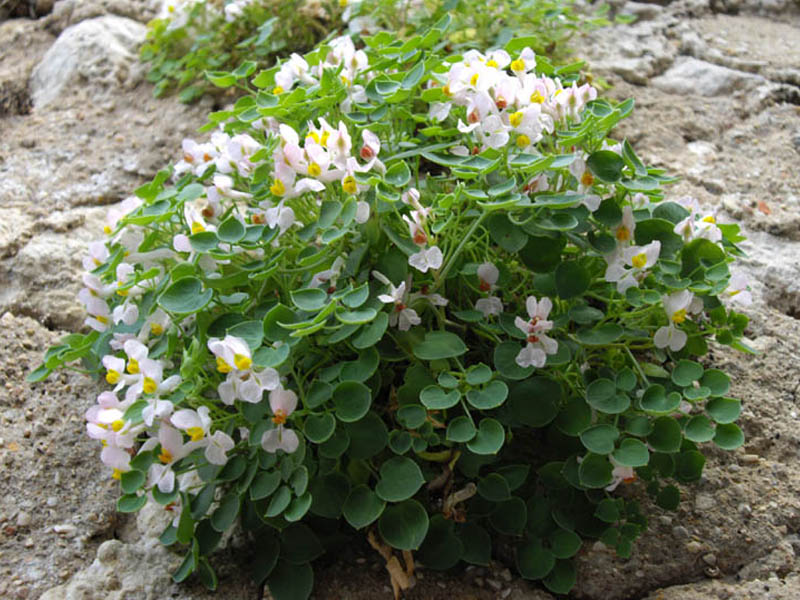
Vista de la planta

## Etimología
La denominación fumaria es un nombre genérico del latín fumus =  "humo", posiblemente por el color o el olor de las raíces frescas. Por su parte, saetabensis es un epíteto geográfico que alude a su localización en el área de Játiva (en latín: Saetabis).

## Descripción
Es una planta vivaz, erguida o colgante. Tiene tallo verde claro y glabro muy tierno y ramificado. Sus hojas son de pecíolo largo y con entre 3 y 9 foliolos ovalados o acorazonados. Florece de enero a julio y habita en las grietas de roquedos calizos umbrosos, tapizando techos de balmas, entradas de grutas o reposaderos de ganado, aunque también en muros de edificios antiguos, sobre todo bajo bioclima termo y mesomediterráneo subhúmedo.

## Distribución y hábitat
Es un endemismo que tiene su óptimo de distribución en la cuenca del Turia hasta la Marina Baja, aunque alcanza las provincias de Murcia y Albacete. 

## Taxonomía
Fumaria saetabensis  fue descrita por Mateo & Figuerola Lamata y publicado en Flora Analítica de la Provincia de Valencia 371 1987.

## Otros nombres vernáculos
En catalán, tanto esta como otras especies del género tienen varios nombres alusivos a la forma de sus hojas o a sus propiedades:  se la llama orella de ratolí, orelleta de roca —por la semejanza de sus folíolos con pequeñas orejas— corets, cor de penya —porque su silueta sugiere la forma de un corazón— o herba freixurera, (hierba pulmonaria) —por su uso como planta medicinal para las afecciones pulmonares—.  